# Scoobynatural
Scoobynatural est le seizième épisode de la treizième saison de la série Supernatural et le 280e de la série. L'épisode, écrit par Jim Krieg et Jeremy Adams et réalisé par Robert Singer, est diffusé pour la première fois le 29 mars 2018 sur CW. Dans cet épisode, Sam, Dean et Castiel sont aspirés dans l'univers animé de Scooby-Doo et doivent aider le Scooby Gang à résoudre un mystère quand un véritable fantôme perturbe les événements de l'épisode intitulé L'Héritage de Scooby-Doo de la sérié télévisée éponyme.
L'épisode a été plébiscité par la critique pour son humour, ses métaréférences, son sens de la nostalgie et la correspondance naturelle entre les deux séries.

## Synopsis
Après que Dean a neutralisé un dinosaure en peluche qui attaquait un prêteur sur gages, le propriétaire reconnaissant offre à celui-ci une nouvelle télévision. Alors que les frères Winchester la testent une fois rentrés au bunker, ils se retrouvent aspirés dans l'épisode favori de Dean de la série télévisée d'animation Scooby-Doo, suivis peu après par Castiel. À leur grande surprise, ils rencontrent un véritable fantôme, alors qu'il s'agit normalement dans Scooby-Doo exclusivement de personnages humains déguisés, lequel fantôme commet des meurtres, ce qui déstabilise totalement le Scooby Gang. Les frères Winchester s'allient alors à ce dernier pour tenter d'arrêter le spectre. Leur collaboration leur permet finalement d'attraper le fantôme, qui s'avère être un jeune garçon. Celui-ci avoue aux Winchester être le responsable de leur téléportation et de l'attaque du dinosaure mais explique qu'un promoteur immobilier cupide l'utilise contre son gré dans le monde réel pour effrayer des propriétaires récalcitrants à l'idée de vendre. Le fantôme aide finalement les Winchester et Castiel à faire croire au Scooby Gang, qu'il s'agissait effectivement d'un humain déguisé et que les meurtres n'ont jamais eu lieu. Par la suite, le fantôme renvoie les Winchester dans le monde réel et ces derniers parviennent à faire écrouer le promoteur immobilier pour évasion fiscale et à libérer ainsi l'esprit du jeune garçon,.

## Production
L'idée d'un crossover entre Scooby-Doo  et Supernatural avait déjà été évoquée par les auteurs et les producteurs de Supernatural depuis plusieurs années. La réalisation de ce crossover a effectivement été rendue possible car les droits des deux séries appartiennent à Warner Bros.

## Accueil
L'épisode est acclamé par la critique,,,. Dans sa critique pour Den of Geek!, Bridget LaMonica attribue à celui-ci la note de 5 sur 5, le qualifiant de « jalon » pour la série et ajoute qu'il s'agit d'« une dose d'humour et de nostalgie sans vergogne qui a permis de mélanger deux séries différentes ». Samantha Highfill d'Entertainment Weekly y fait écho et gratifie l'épisode d'un « A », ajoutant qu'« aucune autre série n'aurait pu le faire » et « le faire aussi bien ». Kaitlin Thomas de TV Guide affirme quant à elle que l'épisode « est destiné à devenir un classique ».
Par la suite, TV Guide l'a classé 6e des 25 meilleurs épisodes de série télévisée diffusés en 2018.

## Voix française
- Fabrice Josso : Dean Winchester
- Damien Boisseau : Sam Winchester
- Guillaume Orsat : Castiel
- Eric Missoffe : Sammy Rogers/Scooby-Doo
- Mathias Kozlowski : Fred Jones
- Céline Melloul : Daphné Blake
- Caroline Pascal : Véra Dinkley